# Stade toulousain basketball
Cet article concerne la section basket-ball du Stade toulousain. Pour le club omnisports, voir Stade toulousain.
Actualités
Le Stade toulousain basketball est un club français de basket-ball masculin basé à Toulouse. Il s'agit d'une section du club omnisports Stade toulousain. L’équipe première évolue depuis la saison 2018-2019 en Nationale 1 (3e division du championnat de France).
Les équipes féminines toulousaines jouent sous le nom de Toulouse Métropole Basket.

## Historique
En 2004 le Toulouse Basket Club est créé, ce projet est porté par Stéphane Perrin et Philippe Laperche et fait suite à la disparition du Toulouse Launaguet Basket. Le TBC reprend les droits sportifs du TLB qui évoluait en Nationale 3.
Mais le club va rencontrer plusieurs difficultés. En 2005 le TBC descend en Pré-nationale pendant deux ans, puis remonte en Nationale 3 pour un an. Ensuite le club accède à la Nationale 2 en 2008. Après une première saison correcte, les toulousains affichent un bilan de 0 victoire et de 26 défaites durant la saison de 2009-2010. Le club redescend en Nationale 3 et redescend la saison suivante en Pré-nationale après avoir été classé 11e sur 12 de sa poule.
Philippe Laperche revient à Toulouse et souhaite redorer le blason du basket toulousain. Le TBC se dote  d'une nouvelle équipe dirigeante et d'un nouvel entraîneur, Xavier Argueil. Le TBC réussit à remonter en Nationale 3 après une seule saison en Pré-nationale. À l'issue de la saison 2013-2014 le club arrive premier de sa poule et remporte la finale contre Valence Condom GB. Toulouse accède de nouveau à la Nationale 2.
Après avoir refusé sa promotion en Nationale 1 en 2017, le Toulouse Basket Club remporte le Trophée Coupe de France en 2018, la première de son histoire lors d’une finale à suspense à Bercy contre Kaysersberg. À l'issue de la saison 2017-2018, le club toulousain gagne une nouvelle fois le droit de monter en Nationale 1.
En 2023, le Toulouse Basket Club intègre le club de rugby du Stade toulousain dans le but de renforcer son image et ses performances sportives. Ainsi, le club est renommé Stade toulousain basketball.

## Palmarès
- Trophée Coupe de France : 2018

## Bilan saison par saison
| Stade toulousain basketball |          |                  |          |                  |                 |                                |                                |
| Saison                      | Division | Classement       | V - D    | Play-offs        | Coupe de France | Autres compétitions nationales | Autres compétitions nationales |
| 2012-2013                   | NM3      | 2e/12 (poule C)  | 20 - 2   | Non qualifié     | -               | Trophée Coupe de France        | ?                              |
| 2013-2014                   | NM3      | ?                | ?        | ?                | -               | Trophée Coupe de France        | 16e de finale                  |
| 2014-2015                   | NM2      | 7e/14 (poule B)  | 13 - 13  | Non qualifié     | -               | Trophée Coupe de France        | 16e de finale                  |
| 2015-2016                   | NM2      | 7e/14 (poule B)  | 13 - 13  | Non qualifié     | -               | Trophée Coupe de France        | ?                              |
| 2016-2017                   | NM2      | 1er/14 (poule A) | 20 - 6   | Troisième        | -               | Trophée Coupe de France        | 16e de finale                  |
| 2017-2018                   | NM2      | 2e/13 (poule B)  | 18 - 6   | Quarts de finale | -               | Trophée Coupe de France        | Champion                       |
| 2018-2019                   | NM1      | 15e/28           | 19 - 17  | 8e de finale     | 32e de finale   | -                              | -                              |
| 2019-2020                   | NM1      | 10e/14 (poule B) | 10 - 16  | Annulés          | 64e de finale   | -                              | -                              |
| 2020-2021                   | NM1      | 2e/14 (poule A)  | 18 - 8   | Annulés          | 64e de finale   | -                              | -                              |
| 2021-2022                   | NM1      | 18e/28           | 17 - 19  | Non qualifié     | 64e de finale   | -                              | -                              |
| 2022-2023                   | NM1      | 17e/28           | 18 - 18  | Quarts de finale | 32e de finale   | -                              | -                              |
| 2023-2024                   | NM1      | en cours         | en cours | en cours         | en cours        | -                              | -                              |

## Entraîneurs successifs
- 2011 - 2014 :  Xavier Argeuil
- 2015 - 2016 :  Arnaud Brogniet
- 2016 - 2018 :  Laurent Kleefstra
- 2018 - 2023 :  Stéphane Dao
- depuis 2023 :  Laurent Mopsus

## Historique du logo

Logo de 2004 à 2012.
Logo de 2012 à 2015.
Logo de 2015 à 2020.
Logo de 2020 à 2023.